# 缶下駄
缶下駄（かんげた）とは、空き缶に紐（凧糸）を通し下駄にした遊びである。缶馬あるいはぽっくり（缶ぽっくり）とも呼ばれ、地域によって様々な呼び名がある。中島海編『遊戯大事典』には缶下駄を用いた「カン下駄競争」が紹介されている。

## 作り方

### 材料
- 空き缶2個[3]
- 丈夫な紐[3]
- その他、ビニールテープなど[3]

### 加工
1. 空き缶の開いていない側の上部2ヶ所に穴を開ける。この時の穴の位置は空き缶の横側の最上部に開け、円の中心を通り反対側にも穴を開ける。
2. 開けた穴に紐を通し、紐の端を結んで完成。紐の長さは手で容易に缶がコントロールできる長さにする。なお、ビニールテープを使って缶の内側で紐が動かないように固定することもある[3]。
3. 同様に合計2つの下駄を作る。

## 遊び方
まず、缶の上（開いていない面）に足を乗せる。そして紐をしっかりと両手で引っ張って前進する。足の指のトレーニングやバランス感覚を養うことができる。

## 名称
- 缶馬（かんうま、かんま）
- 缶下駄（かんげた）
- 缶ぽっくり（かんぽっくり）
- 紐缶（ひもかん）
- ぽっくり

## 貝下駄
缶下駄に類似するものとして、缶ではなく大型の二枚貝を材料に用いた貝下駄がある。

## パカポコ
缶下駄に類似する、プラスチック製の遊具。